# Joncels
Joncels ist eine französische Gemeinde mit 261 Einwohnern (Stand: 1. Januar 2022) im Département Hérault in der Region Okzitanien. Sie gehört zum Arrondissement Béziers und zum Kanton Clermont-l’Hérault. Die Einwohner werden Joncelois genannt.

## Geographie
Die Gemeinde Joncels liegt am Gravezon im Regionalen Naturpark Haut-Languedoc in den südlichen Ausläufern der Cevennen, etwa 43 Kilometer nördlich von Béziers. Umgeben wird Joncels von den Nachbargemeinden Roqueredonde im Norden und Nordosten, Les Plans im Osten, Lunas-les-Châteaux im Süden, Avène im Westen sowie Ceilhes-et-Rocozels im Nordwesten.
Durch die Gemeinde führt die Via Tolosana, der südlichste der vier historischen „Wege der Jakobspilger in Frankreich“.

## Bevölkerungsentwicklung
| Jahr                       | 1962 | 1968 | 1975 | 1982 | 1990 | 1999 | 2010 | 2020 |
| Einwohner                  | 247  | 222  | 198  | 203  | 222  | 227  | 294  | 271  |
| Quellen: Cassini und INSEE |      |      |      |      |      |      |      |      |

## Sehenswürdigkeiten
- Alte Benediktinerabtei Saint-Pierre-aux-Liens, im 7. Jahrhundert gegründet, während der französischen Revolution geschlossen

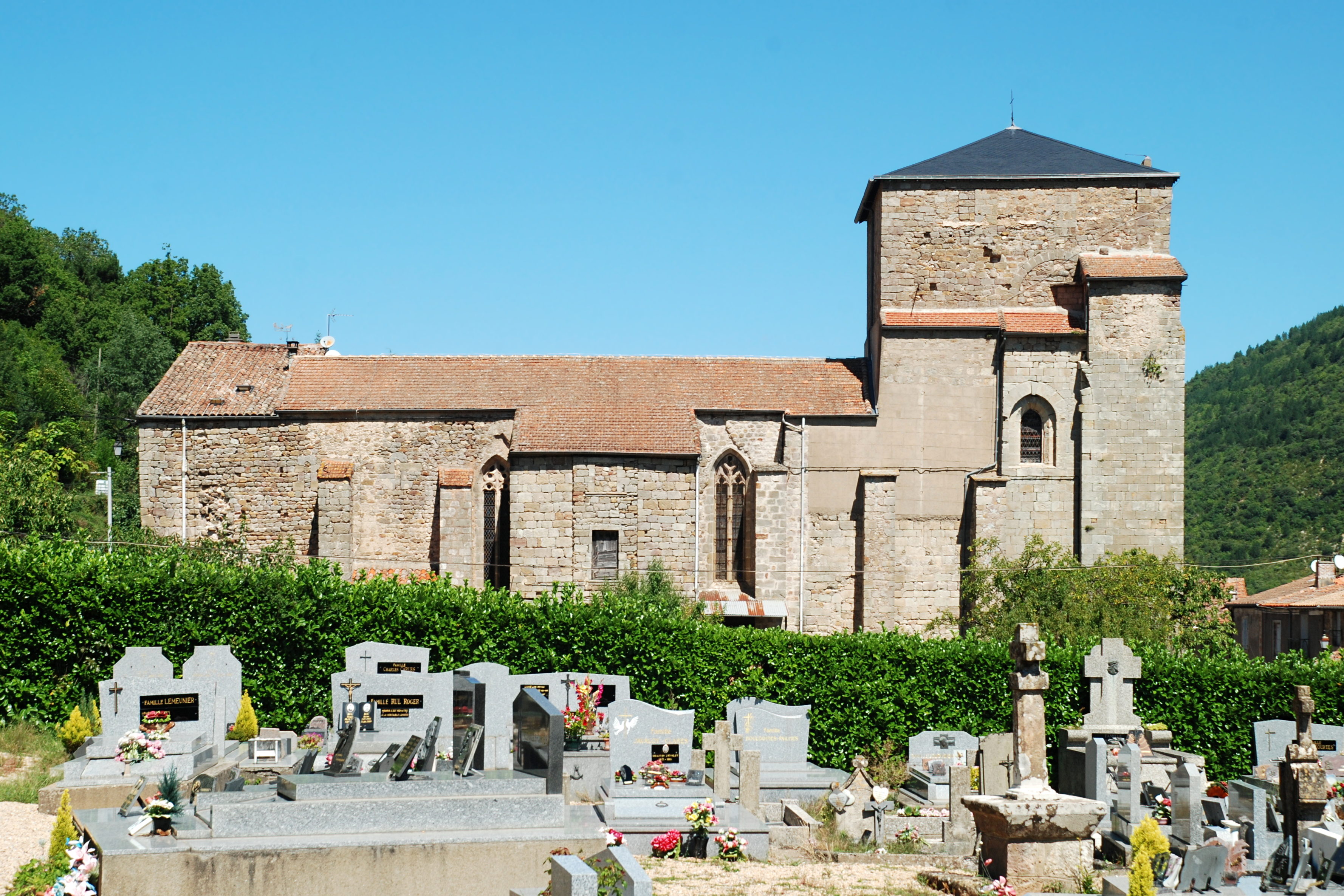
Alte Abteikirche

- Villa Issiates